# Wardow
Wardow település Németországban, Mecklenburg-Elő-Pomeránia tartományban. Lakosainak száma 1312 fő (2023. december 31.). Wardow Dummerstorf és Dolgen am See községekkel határos.

## Népesség
A település népességének változása:
| Lakosok száma | 1301 | 1320 | 1309 | 1313 | 1312 |
|               | 2017 | 2019 | 2021 | 2022 | 2023 |